# Zemský okres Bad Tölz-Wolfratshausen
Zemský okres Bad Tölz-Wolfratshausen (německy Landkreis Bad Tölz-Wolfratshausen) je zemský okres v německé spolkové zemi Bavorsko, ve vládním obvodu Horní Bavorsko. Sídlem správy zemského okresu je město Bad Tölz. Má přibližně 127 tisíc obyvatel. 

## Města a obce
| Města: 1. Bad Tölz 2. Geretsried 3. Wolfratshausen | Obce: 1. Bad Heilbrunn 2. Benediktbeuern 3. Bichl 4. Dietramszell 5. Egling 6. Eurasburg 7. Gaißach 8. Greiling 9. Icking 10. Jachenau 11. Kochel a.See 12. Königsdorf 13. Lenggries 14. Münsing 15. Reichersbeuern 16. Sachsenkam 17. Schlehdorf 18. Wackersberg |